# Teoría de los colores
Teoría de los colores (título original en alemán: Zur Farbenlehre) es un libro escrito por Johann Wolfgang von Goethe en 1810. Contiene algunas de las primeras y más precisas descripciones de las sombras coloreadas, la refracción, el acromatismo y el hipercromatismo.

## Contenido

Espectro luminoso según la teoría de Goethe. Cuando un haz de luz está rodeado de oscuridad, encontramos tonos amarillo-rojizos en la parte superior, y azul-violáceos en la parte inferior. El espectro con el verde en el centro aparece solo cuando los bordes violáceos se superponen a la parte roja-amarilla.

Cuando un haz de oscuridad está rodeado de luz, encontramos tonos azul-violáceos en el borde superior, y amarillo-rojizos en la inferior. Cuando los bordes se solapan, aparece el magenta en el centro.

Muchos filósofos y físicos, entre los que se encuentran Schopenhauer, Werner Heisenberg, Ludwig Wittgenstein y Hermann von Helmholtz quedaron fascinados por la teoría de Goethe. Mitchell Feigenbaum estaba convencido de que Goethe estaba en lo cierto. Su influencia se extendió al mundo del arte, en especial a la obra de J. M. W. Turner. Turner la estudió e hizo referencia a la teoría en los títulos de muchas de sus obras (Bockemuhl, 1991). 
Goethe consideró que su propia teoría era una explicación más general, y que las observaciones de Isaac Newton eran casos especiales dentro de su teoría. La obra de Goethe no recibió mucha aceptación entre la comunidad física de la época y normalmente no se trata en los trabajos modernos de historia de la ciencia. Sin embargo, los físicos han aceptado que hay que distinguir entre el espectro óptico, tal y como lo observó Newton, y el fenómeno de la percepción humana. Los descubrimientos acerca del modo en el que el cerebro interpreta los colores, por ejemplo la constancia de color y la teoría retinex de Edwin Land tienen muchas similitudes con la teoría de Goethe—particularmente su énfasis en el brillo y el contraste como factores determinantes de la percepción del color.

Cuando el ojo ve un color se excita inmediatamente, y ésta es su naturaleza, espontánea y de necesidad, producir otra en la que el color original comprende la escala cromática entera. Un único color excita, mediante una sensación específica, la tendencia a la universalidad. En esto reside la ley fundamental de toda armonía de los colores...
Goethe, Teoría de los colores, p. 317

Teoría de los colores no sólo rompe radicalmente con las teorías ópticas newtonianas de su tiempo, sino también con toda la metodología de la ilustración concerniente al reduccionismo científico. Aunque la teoría no fue bien recibida por los científicos, Goethe—considerado una de las figuras intelectuales más importantes de la Europa moderna— concluyó que su teoría del color era su mayor logro. Teorizadores holísticos y científicos como Rupert Sheldrake todavía nombran la Teoría de los colores como un ejemplo inspirador de la ciencia holística. En la introducción del libro destaca la filosofía de la ciencia única de Goethe.
En enero de 2017, el escritor y periodista boliviano Ignacio Vera de Rada publicó en el periódico El Diario un breve estudio en dos partes de la Teoría de los colores directamente de la versión alemana de la obra.